# Giovanni Beltrami (Gemmenschneider)
Giovanni Beltrami (* 1777 in Cremona; † April 1854 ebenda) war ein italienischer Gemmenschneider.

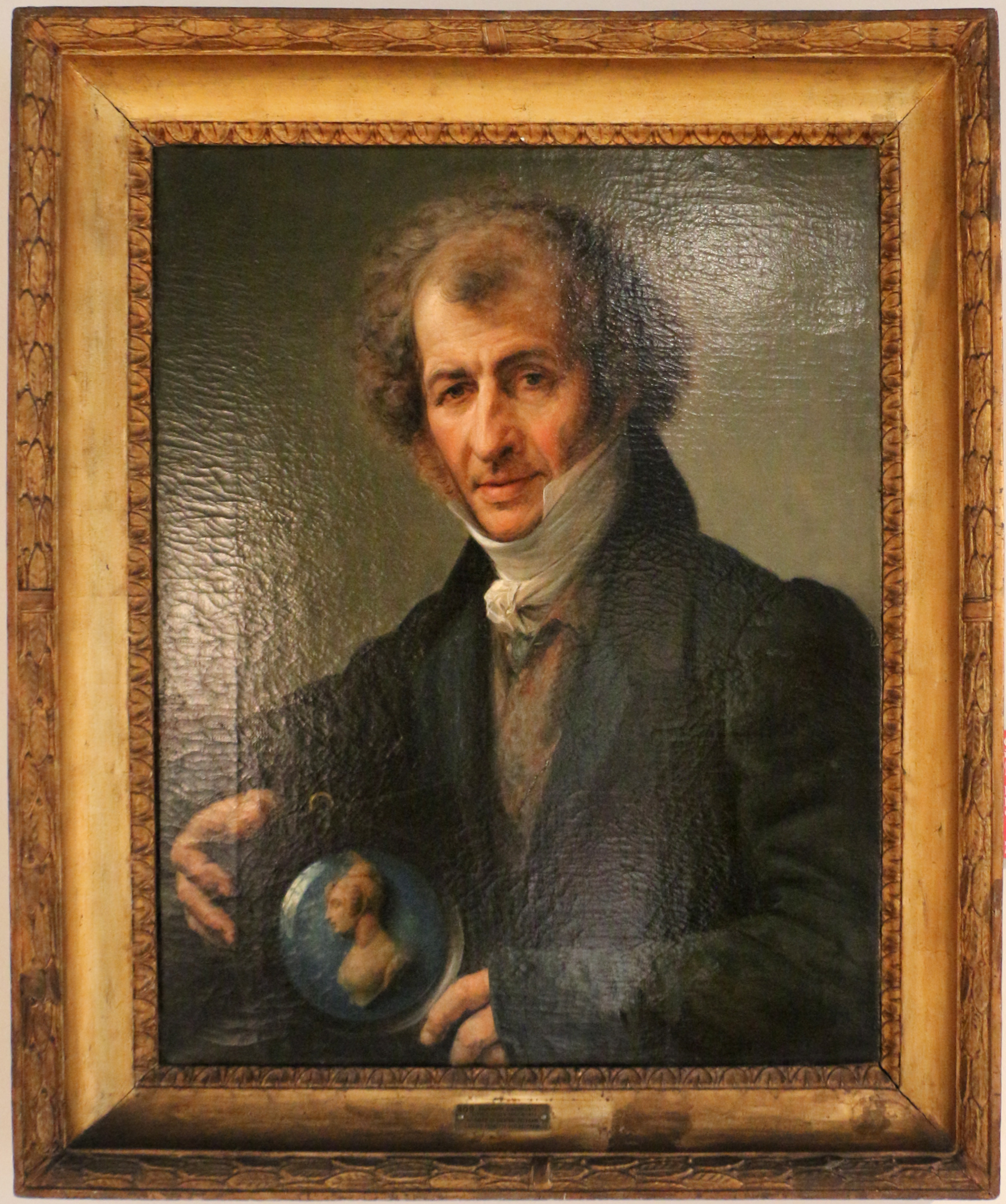
Giovanni Beltrami, um 1825

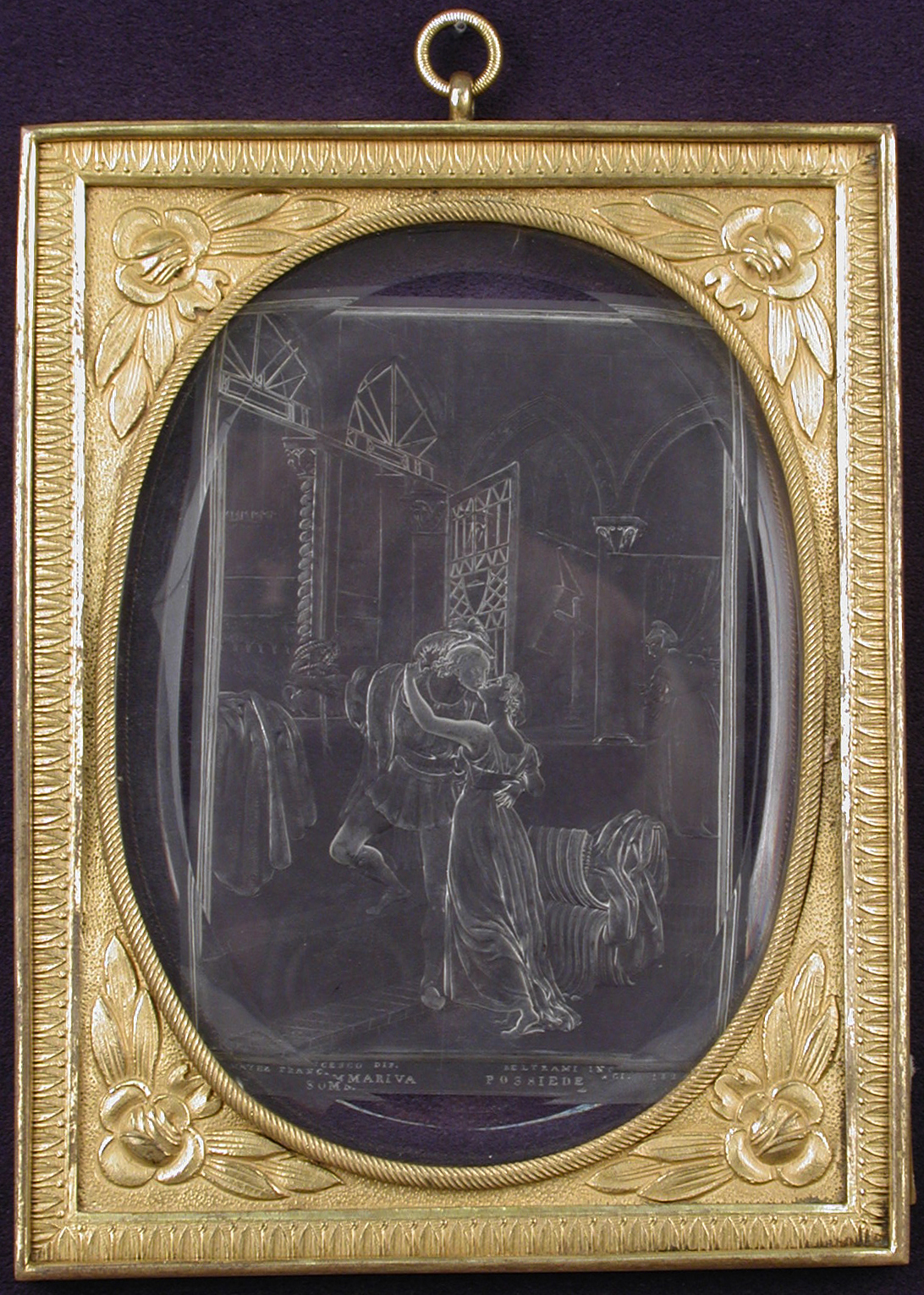
Der letzte Kuß von Romeo und Julia, 1824

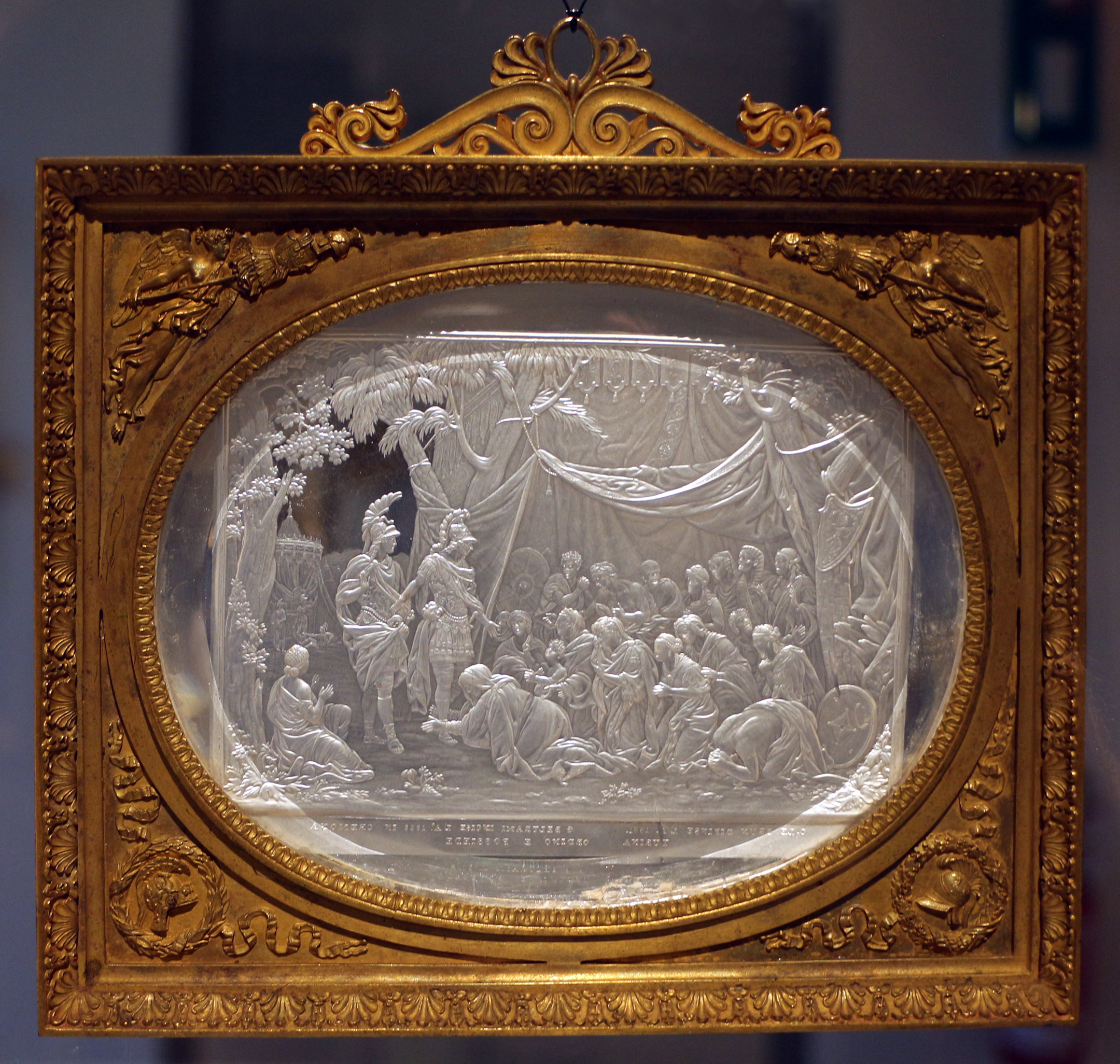
Das Zelt de Darius, 1828

## Leben
Er war der Sohn eines Juweliers und Neffe des Malers Antonio Beltrami. Er erhielt ersten künstlerischen Unterricht bei dem Maler Giacomo Guerrini, auf dem Gebiet der Steinschneiderei war er Autodidakt. Zur Zeit der französischen Herrschaft in Italien fand er in Eugène de Beauharnais, dem Vizekönig Italiens und Stiefsohn Napoleons, einen Gönner und Förderer. In dessen Auftrag machte er unter anderem eine Kette von 16 Kameen, die die Geschichte der Psyche darstellte. Beltrami erhielt auch mehrere Aufträge von Napoleon, der ab 1805 in Personalunion Kaiser der Franzosen und König Italiens war. Darunter befand sich unter anderem auch ein Medaillon aus Karneol mit dem Porträt von Napoleon und seiner Frau Joséphine de Beauharnais, das jedoch bis heute als verschollen gilt.
1815 arbeitete er eine Zeit lang am Hof des bayerischen Königs Maximilian I. Joseph, für den er mehrere Werke anfertigte, unter anderem ein Porträt des Königs, das sich heute im Museum der Wiener Hofburg (Schatzkammer) befindet. Um 1825 erstellte er im Auftrag von Karoline Auguste von Bayern – die Tochter von Maximilian I. Joseph – ein Porträt ihres Gatten, Kaiser Ferdinand I.
Er schnitt häufiger Kopien berühmter Meisterwerke, so etwa einen 18 Millimeter großen Stein mit etwa 20 Figuren das Zelt des Darius darstellend nach Charles Lebrun und einen etwa 27 Millimeter großen Topas mit dem Abendmahl nach Leonardo da Vinci.

## Sonstiges
Der berühmte italienische Mathematiker Eugenio Beltrami war ein Enkelsohn von Giovanni Beltrami. 